# Bob McNab
Robert McNab detto Bob (Huddersfield, 20 luglio 1943) è un ex calciatore britannico, di ruolo difensore.

## Palmarès

### Club

#### Competizioni nazionali
- Campionato inglese: 1

Arsenal: 1970-1971
- Coppa d'Inghilterra: 1

Arsenal: 1970-1971
- North American Soccer League: 1

Vancouver Whitecaps: 1979

#### Competizioni internazionali
- Coppa delle Fiere: 1

Arsenal: 1969-1970